# Gnathopode
 (mars 2020).
Si vous disposez d'ouvrages ou d'articles de référence ou si vous connaissez des sites web de qualité traitant du thème abordé ici, merci de compléter l'article en donnant les références utiles à sa vérifiabilité et en les liant à la section « Notes et références ».
Le gnathopode est l'appendice masticateur des arthropodes, qui forme presque une mâchoire, souvent appelé une patte-mâchoire ou un maxillipède. Il est attaché au gnathion, correspondant au point médian le plus bas du bord inférieur de la mandibule. Ils vont par paire.